# Heroes (Fernsehserie)/Episodenliste
Diese Episodenliste enthält alle Episoden der US-amerikanischen Drama-, Science-Fiction- und Mystery-Fernsehserie Heroes, sortiert nach der US-amerikanischen Erstausstrahlung. Zwischen 2006 und 2010 entstanden in vier Staffeln insgesamt 78 Episoden mit einer Länge von jeweils etwa 42 Minuten. Von September 2015 bis Januar 2016 wurde die Handlung mit der 13-teiligen Miniserie Heroes Reborn fortgesetzt.

## Übersicht
| Staffel       | Kapitel      | Episodenanzahl | Erstausstrahlung USA | Erstausstrahlung USA | Deutschsprachige Erstausstrahlung | Deutschsprachige Erstausstrahlung |
| Staffel       | Kapitel      | Episodenanzahl | Kapitelpremiere      | Kapitelfinale        | Kapitelpremiere                   | Kapitelfinale                     |
| ------------- | ------------ | -------------- | -------------------- | -------------------- | --------------------------------- | --------------------------------- |
| 1             | Genesis      | 23             | 25. September 2006   | 21. Mai 2007         | 8. Oktober 2007                   | 5. März 2008                      |
| 2             | Generationen | 11             | 24. September 2007   | 3. Dezember 2007     | 2. September 2008                 | 11. November 2008                 |
| 3             | Schurken     | 13             | 22. September 2008   | 15. Dezember 2008    | 27. August 2009                   | 19. November 2009                 |
| 3             | Flüchtlinge  | 12             | 2. Februar 2009      | 27. April 2009       | 26. November 2009                 | 11. Februar 2010                  |
| 4             | Erlösung     | 19             | 21. September 2009   | 8. Februar 2010      | 9. Juni 2010                      | 9. Dezember 2010                  |
| Heroes Reborn | Awakening    | 13             | 24. September 2015   | 21. Januar 2016      | 6. Oktober 2015                   | 16. Februar 2016                  |

## Staffel 1
Die erste Staffel umfasst Kapitel 1 – Genesis. Die Erstausstrahlung der ersten Staffel war vom 25. September 2006 bis zum 21. Mai 2007 auf dem US-amerikanischen Fernsehsender NBC zu sehen. Die deutschsprachige Erstausstrahlung der ersten 22 Episoden sendete der Schweizer Fernsehsender SF zwei vom 8. Oktober 2007 bis zum 28. Februar 2008. Die letzte Episode wurde am 5. März 2008 auf dem deutschen Fernsehsender RTL II erstausgestrahlt.
| Nr. (ges.) | Nr. (St.) | Deutscher Titel                           | Originaltitel                | Erstausstrahlung USA | Deutschsprachige Erstausstrahlung (CH/D) | Regie            | Drehbuch                |
| ---------- | --------- | ----------------------------------------- | ---------------------------- | -------------------- | ---------------------------------------- | ---------------- | ----------------------- |
| 1          | 1         | Genesis                                   | Genesis                      | 25. Sep. 2006        | 8. Okt. 2007                             | David Semel      | Tim Kring               |
| 2          | 2         | Kein Blick zurück                         | Don’t Look Back              | 2. Okt. 2006         | 8. Okt. 2007                             | Allan Arkush     | Tim Kring               |
| 3          | 3         | Ein gewaltiger Schritt                    | One Giant Leap               | 9. Okt. 2006         | 15. Okt. 2007                            | Greg Beeman      | Jeph Loeb               |
| 4          | 4         | Kollision                                 | Collision                    | 16. Okt. 2006        | 22. Okt. 2007                            | Ernest Dickerson | Bryan Fuller            |
| 5          | 5         | Botschaft aus der Zukunft                 | Hiros                        | 23. Okt. 2006        | 29. Okt. 2007                            | Paul Shapiro     | Michael Green           |
| 6          | 6         | Das zweite Gesicht                        | Better Halves                | 30. Okt. 2006        | 5. Nov. 2007                             | Greg Beeman      | Natalie Chaidez         |
| 7          | 7         | Nichts zu verbergen                       | Nothing to Hide              | 6. Nov. 2006         | 12. Nov. 2007                            | Donna Deitch     | Jesse Alexander         |
| 8          | 8         | Sieben Minuten bis Mitternacht            | Seven Minutes to Midnight    | 13. Nov. 2006        | 19. Nov. 2007                            | Paul Edwards     | Tim Kring               |
| 9          | 9         | Heimkehr                                  | Homecoming                   | 20. Nov. 2006        | 26. Nov. 2007                            | Greg Beeman      | Adam Armus & Kay Foster |
| 10         | 10        | Sechs Monate zuvor                        | Six Months Ago               | 27. Nov. 2006        | 3. Dez. 2007                             | Allan Arkush     | Aron Eli Coleite        |
| 11         | 11        | Ausgelöscht                               | Fallout                      | 4. Dez. 2006         | 10. Dez. 2007                            | John Badham      | Joe Pokaski             |
| 12         | 12        | Gottesgabe                                | Godsend                      | 22. Jan. 2007        | 17. Dez. 2007                            | Paul Shapiro     | Tim Kring               |
| 13         | 13        | Kontrollverlust                           | The Fix                      | 29. Jan. 2007        | 31. Dez. 2007                            | Terrence O’Hara  | Natalie Chaidez         |
| 14         | 14        | Ablenkungen                               | Distractions                 | 5. Feb. 2007         | 7. Jan. 2008                             | Jeannot Szwarc   | Michael Green           |
| 15         | 15        | Flucht                                    | Run!                         | 12. Feb. 2007        | 16. Jan. 2008                            | Roxann Dawson    | Adam Armus & Kay Foster |
| 16         | 16        | Unerwartet                                | Unexpected                   | 19. Feb. 2007        | 21. Jan. 2008                            | Greg Beeman      | Jeph Loeb               |
| 17         | 17        | Die Firma                                 | Company Man                  | 26. Feb. 2007        | 28. Jan. 2008                            | Allan Arkush     | Bryan Fuller            |
| 18         | 18        | Parasit                                   | Parasite                     | 5. März 2007         | 4. Feb. 2008                             | Kevin Bray       | Christopher Zatta       |
| 19         | 19        | 0,07 Prozent                              | .07%                         | 23. Apr. 2007        | 11. Feb. 2008                            | Adam Kane        | Chuck Kim               |
| 20         | 20        | Fünf Jahre später                         | Five Years Gone              | 30. Apr. 2007        | 14. Feb. 2008                            | Paul Edwards     | Joe Pokaski             |
| 21         | 21        | Der Schwierige Teil                       | The Hard Part                | 7. Mai 2007          | 21. Feb. 2008                            | John Badham      | Aron Eli Coleite        |
| 22         | 22        | Erdrutsch                                 | Landslide                    | 14. Mai 2007         | 28. Feb. 2008                            | Greg Beeman      | Jesse Alexander         |
| 23         | 23        | Wie man einen explodierenden Mann aufhält | How to Stop an Exploding Man | 21. Mai 2007         | 5. März 2008                             | Allan Arkush     | Tim Kring               |

## Staffel 2
Die zweite Staffel umfasst Kapitel 2 – Generationen. Die Erstausstrahlung der zweiten Staffel war vom 24. September 2007 bis zum 3. Dezember 2007 auf dem US-amerikanischen Fernsehsender NBC zu sehen. Die deutschsprachige Erstausstrahlung sendete der österreichische Fernsehsender ATV vom 2. September bis zum 11. November 2008.
| Nr. (ges.) | Nr. (St.) | Deutscher Titel       | Originaltitel             | Erstausstrahlung USA | Deutschsprachige Erstausstrahlung (A) | Regie          | Drehbuch                  |
| ---------- | --------- | --------------------- | ------------------------- | -------------------- | ------------------------------------- | -------------- | ------------------------- |
| 24         | 1         | Vier Monate später …  | Four Months Later …       | 24. Sep. 2007        | 2. Sep. 2008                          | Greg Beeman    | Tim Kring                 |
| 25         | 2         | Eidechsen             | Lizards                   | 1. Okt. 2007         | 9. Sep. 2008                          | Allan Arkush   | Michael Green             |
| 26         | 3         | Verwandte Seelen      | Kindred                   | 8. Okt. 2007         | 16. Sep. 2008                         | Paul Edwards   | J.J. Philbin              |
| 27         | 4         | Der Trost von Fremden | The Kindness of Strangers | 15. Okt. 2007        | 23. Sep. 2008                         | Adam Kane      | Tim Kring                 |
| 28         | 5         | Kampf oder Flucht     | Fight or Flight           | 22. Okt. 2007        | 30. Sep. 2008                         | Lesli Glatter  | Joy Blake & Melissa Blake |
| 29         | 6         | Grenzen               | The Line                  | 29. Okt. 2007        | 7. Okt. 2008                          | Jeannot Szwarc | Adam Armus & Kay Foster   |
| 30         | 7         | Zeitenwanderer        | Out of Time               | 5. Nov. 2007         | 14. Okt. 2008                         | Daniel Attias  | Aron Eli Coleite          |
| 31         | 8         | Vier Monate zuvor …   | Four Months Ago …         | 12. Nov. 2007        | 21. Okt. 2008                         | Greg Beeman    | Tim Kring                 |
| 32         | 9         | Lektionen             | Cautionary Tales          | 19. Nov. 2007        | 28. Okt. 2008                         | Greg Yaitanes  | Joe Pokaski               |
| 33         | 10        | Im Bund mit dem Bösen | Truth & Consequences      | 26. Nov. 2007        | 4. Nov. 2008                          | Adam Kane      | Jesse Alexander           |
| 34         | 11        | Machtlos              | Powerless                 | 3. Dez. 2007         | 11. Nov. 2008                         | Allan Arkush   | Jeph Loeb                 |

## Staffel 3
Die dritte Staffel umfasst Kapitel 3 – Schurken (Episoden 1 bis 13) und Kapitel 4 – Flüchtlinge (Episoden 14 – 25). Die Erstausstrahlung der dritten Staffel war vom 22. September 2008 bis zum 27. April 2009 auf dem US-amerikanischen Fernsehsender NBC zu sehen. Die deutschsprachige Erstausstrahlung sendete der österreichische Fernsehsender ATV vom 27. August 2009 bis zum 11. Februar 2010.
| Nr. (ges.) | Nr. (St.) | Deutscher Titel                | Originaltitel              | Erstausstrahlung USA | Deutschsprachige Erstausstrahlung (A) | Regie                | Drehbuch                                          |
| ---------- | --------- | ------------------------------ | -------------------------- | -------------------- | ------------------------------------- | -------------------- | ------------------------------------------------- |
| 35         | 1         | Die Wiederkunft                | The Second Coming          | 22. Sep. 2008        | 27. Aug. 2009                         | Allan Arkush         | Tim Kring                                         |
| 36         | 2         | Der Schmetterlingseffekt       | The Butterfly Effect       | 22. Sep. 2008        | 3. Sep. 2009                          | Greg Beeman          | Tim Kring                                         |
| 37         | 3         | Einer von uns, einer von ihnen | One of Us, One of Them     | 29. Sep. 2008        | 10. Sep. 2009                         | Sergio Mimica-Gezzan | Joe Pokaski                                       |
| 38         | 4         | Tödlicher Hunger               | I Am Become Death          | 6. Okt. 2008         | 17. Sep. 2009                         | David Von Ancken     | Aron Eli Coleite                                  |
| 39         | 5         | Engel und Monster              | Angels and Monsters        | 13. Okt. 2008        | 24. Sep. 2009                         | Anthony Hemingway    | Adam Armus & Kay Foster                           |
| 40         | 6         | Marionetten                    | Dying of the Light         | 20. Okt. 2008        | 1. Okt. 2009                          | Daniel Attias        | Chuck Kim & Christopher Zatta                     |
| 41         | 7         | Eris quod sum                  | Eris Quod Sum              | 27. Okt. 2008        | 8. Okt. 2009                          | Jeannot Szwarc       | Jesse Alexander                                   |
| 42         | 8         | Schurken                       | Villains                   | 10. Nov. 2008        | 15. Okt. 2009                         | Allan Arkush         | Rob Fresco                                        |
| 43         | 9         | Zeit der Schatten              | It’s Coming                | 17. Nov. 2008        | 22. Okt. 2009                         | Greg Yaitanes        | Tim Kring                                         |
| 44         | 10        | Die Sonnenfinsternis, Teil 1   | The Eclipse, Part 1        | 24. Nov. 2008        | 29. Okt. 2009                         | Greg Beeman          | Aron Eli Coleite & Joe Pokaski                    |
| 45         | 11        | Die Sonnenfinsternis, Teil 2   | The Eclipse, Part 2        | 1. Dez. 2008         | 5. Nov. 2009                          | Holly Dale           | Aron Eli Coleite & Joe Pokaski                    |
| 46         | 12        | Vater unser                    | Our Father                 | 8. Dez. 2008         | 12. Nov. 2009                         | Jeannot Szwarc       | Adam Armus & Kay Foster                           |
| 47         | 13        | Feuer                          | Dual                       | 15. Dez. 2008        | 19. Nov. 2009                         | Greg Beeman          | Jeph Loeb                                         |
| 48         | 14        | Unmittelbare Gefahr            | A Clear and Present Danger | 2. Feb. 2009         | 26. Nov. 2009                         | Greg Yaitanes        | Tim Kring                                         |
| 49         | 15        | Blut und Vertrauen             | Trust and Blood            | 9. Feb. 2009         | 3. Dez. 2009                          | Allan Arkush         | Mark Verheiden                                    |
| 50         | 16        | Gebäude 26                     | Building 26                | 16. Feb. 2009        | 10. Dez. 2009                         | Sergio Mimica-Gezzan | Rob Fresco                                        |
| 51         | 17        | Kalter Krieg                   | Cold Wars                  | 23. Feb. 2009        | 10. Dez. 2009                         | Seith Mann           | Christopher Zatta, Joe Pokaski & Aron Eli Coleite |
| 52         | 18        | Bloßgestellt                   | Exposed                    | 2. März 2009         | 17. Dez. 2009                         | Eric Laneuville      | Adam Armus & Kay Foster                           |
| 53         | 19        | Wurzel des Bösen               | Shades of Gray             | 9. März 2009         | 17. Dez. 2009                         | Greg Beeman          | Oliver Grigsby                                    |
| 54         | 20        | Hauch des Todes                | Cold Snap                  | 23. März 2009        | 7. Jan. 2010                          | Greg Yaitanes        | Bryan Fuller                                      |
| 55         | 21        | Zuflucht                       | Into Asylum                | 30. März 2009        | 14. Jan. 2010                         | Jim Chory            | Joe Pokaski                                       |
| 56         | 22        | Verwandlungen                  | Turn and Face the Strange  | 6. Apr. 2009         | 21. Jan. 2010                         | Jeannot Szwarc       | Rob Fresco & Mark Verheiden                       |
| 57         | 23        | 1961                           | 1961                       | 13. Apr. 2009        | 28. Jan. 2010                         | Adam Kane            | Aron Eli Coleite                                  |
| 58         | 24        | Ich bin Sylar                  | I Am Sylar                 | 20. Apr. 2009        | 4. Feb. 2010                          | Allan Arkush         | Adam Armus & Kay Foster                           |
| 59         | 25        | Unsichtbare Bedrohung          | An Invisible Thread        | 27. Apr. 2009        | 11. Feb. 2010                         | Greg Beeman          | Tim Kring                                         |

## Staffel 4
Die vierte Staffel umfasst Kapitel 5 – Erlösung. Die Erstausstrahlung der vierten Staffel war vom 21. September 2009 bis zum 8. Februar 2010 auf dem US-amerikanischen Fernsehsender NBC zu sehen. Die deutschsprachige Erstausstrahlung der ersten 9 Episoden sendete der Schweizer Fernsehsender SF zwei vom 9. Juni bis zum 4. August 2010. Die Episoden 10 bis 15 wurden zuerst zwischen dem 21. Oktober und dem 25. November 2010 auf dem österreichischen Sender ATV gesendet. Die letzten vier Episoden wurden beim deutschen Fernsehsender RTL II am 2. und 9. Dezember 2010 erstausgestrahlt.
| Nr. (ges.) | Nr. (St.) | Deutscher Titel         | Originaltitel             | Erstausstrahlung USA | Deutschsprachige Erstausstrahlung (CH/A/D) | Regie                       | Drehbuch                           |
| ---------- | --------- | ----------------------- | ------------------------- | -------------------- | ------------------------------------------ | --------------------------- | ---------------------------------- |
| 60         | 1         | Neubeginn               | Orientation, Part 1       | 21. Sep. 2009        | 9. Juni 2010                               | Ed Bianchi & David Straiton | Adam Armus, Kay Foster & Tim Kring |
| 61         | 2         | Kompass                 | Orientation, Part 2       | 21. Sep. 2009        | 17. Juni 2010                              | Ed Bianchi & David Straiton | Adam Armus, Kay Foster & Tim Kring |
| 62         | 3         | Tinte                   | Ink                       | 28. Sep. 2009        | 24. Juni 2010                              | Roxann Dawson               | Aron Eli Coleite                   |
| 63         | 4         | Innerer Frieden         | Acceptance                | 5. Okt. 2009         | 30. Juni 2010                              | Christopher Misiano         | Bryan Fuller                       |
| 64         | 5         | Besessen                | Hysterical Blindness      | 12. Okt. 2009        | 7. Juli 2010                               | SJ Clarkson                 | Joe Pokaski                        |
| 65         | 6         | Tabula Rasa             | Tabula Rasa               | 19. Okt. 2009        | 14. Juli 2010                              | Jim Chory                   | Rob Fresco                         |
| 66         | 7         | Seltsame Attraktoren    | Strange Attractors        | 26. Okt. 2009        | 21. Juli 2010                              | Tucker Gates                | Juan Carlos Coto                   |
| 67         | 8         | Es war einmal in Texas  | Once Upon a Time in Texas | 2. Nov. 2009         | 28. Juli 2010                              | Nate Goodman                | Aron Eli Coleite & Aury Wallington |
| 68         | 9         | Schattenboxen           | Shadowboxing              | 9. Nov. 2009         | 4. Aug. 2010                               | Jim Chory                   | Misha Green & Joe Pokaski          |
| 69         | 10        | Meines Bruders Hüter    | Brother’s Keeper          | 16. Nov. 2009        | 21. Okt. 2010                              | Bryan Spicer                | Rob Fresco & Mark Verheiden        |
| 70         | 11        | Familienfest            | Thanksgiving              | 23. Nov. 2009        | 28. Okt. 2010                              | Seith Mann                  | Adam Armus & Kay Foster            |
| 71         | 12        | Die fünfte Phase        | The Fifth Stage           | 30. Nov. 2009        | 4. Nov. 2010                               | Kevin Dowling               | Tim Kring                          |
| 72         | 13        | Das Tal der Hoffnung    | Upon This Rock            | 4. Jan. 2010         | 11. Nov. 2010                              | Ron Underwood               | Juan Carlos Coto                   |
| 73         | 14        | Zerstörte Brücken       | Let It Bleed              | 4. Jan. 2010         | 18. Nov. 2010                              | Jeannot Szwarc              | Jim Martin                         |
| 74         | 15        | Rettungsmission         | Close to You              | 11. Jan. 2010        | 25. Nov. 2010                              | Roxann Dawson               | Rob Fresco                         |
| 75         | 16        | Verlorene Liebe         | Pass/Fail                 | 18. Jan. 2010        | 2. Dez. 2010                               | Michael Nankin              | Oliver Grigsby                     |
| 76         | 17        | Die Kunst der Täuschung | The Art of Deception      | 25. Jan. 2010        | 9. Dez. 2010                               | SJ Clarkson                 | Mark Verheiden & Misha Green       |
| 77         | 18        | Die Mauer               | The Wall                  | 1. Feb. 2010         | 9. Dez. 2010                               | Allan Arkush                | Adam Armus & Kay Foster            |
| 78         | 19        | Der letzte Vorhang      | Brave New World           | 8. Feb. 2010         | 9. Dez. 2010                               | Adam Kane                   | Tim Kring                          |

## Heroes Reborn
Nach der Einstellung der Serie im Mai 2010 wird die Handlung seit dem 24. September 2015 mit der 13-teiligen Miniserie Heroes Reborn fortgesetzt, weiterhin auf dem US-amerikanischen Fernsehsender NBC. Das Erste Kapitel dieser Miniserie trägt den Namen Awakening. In Deutschland ist die Serie seit dem 6. Oktober 2015 auf dem deutschen Pay-TV-Sender Syfy zu sehen.
| Nr. | Deutscher Titel            | Originaltitel         | Erstausstrahlung USA | Deutschsprachige Erstausstrahlung (D) | Regie            | Drehbuch                          |
| --- | -------------------------- | --------------------- | -------------------- | ------------------------------------- | ---------------- | --------------------------------- |
| 1   | Schöne neue Welt           | Brave New World       | 24. Sep. 2015        | 6. Okt. 2015                          | Matt Shakman     | Tim Kring                         |
| 2   | Odessa                     | Odessa                | 24. Sep. 2015        | 13. Okt. 2015                         | Greg Beeman      | Peter Elkoff                      |
| 3   | Hinter der Maske           | Under the Mask        | 1. Okt. 2015         | 20. Okt. 2015                         | Greg Beeman      | Seamus Kevin Fahey                |
| 4   | Das Wohl der Allgemeinheit | The Needs of the Many | 8. Okt. 2015         | 27. Okt. 2015                         | Jeff Woolnough   | Joey Falco                        |
| 5   | In der Höhle des Löwen     | The Lion’s Den        | 15. Okt. 2015        | 3. Nov. 2015                          | Jeff Woolnough   | Holly Harold                      |
| 6   | Game Over                  | Game Over             | 22. Okt. 2015        | 10. Nov. 2015                         | Gideon Raff      | Nevin Densham                     |
| 7   | 13. Juni (1)               | June 13th – Part One  | 29. Okt. 2015        | 17. Nov. 2015                         | Allan Arkush     | Adam Lash & Cori Uchida           |
| 8   | 13. Juni (2)               | June 13th – Part Two  | 5. Nov. 2015         | 12. Jan. 2016                         | Allan Arkush     | M. Raven Metzner                  |
| 9   | Schmetterling              | Sundae, Bloody Sundae | 12. Nov. 2015        | 19. Jan. 2016                         | Gideon Raff      | Marisha Mukerjee & Sharon Hoffman |
| 10  | Die Brücke zur Zukunft     | 11:53 to Odessa       | 19. Nov. 2015        | 26. Jan. 2016                         | Larysa Kondracki | Seamus Kevin Fahey                |
| 11  | Kampf der Klone            | Send in the Clones    | 7. Jan. 2016         | 2. Feb. 2016                          | Larysa Kondracki | Peter Elkoff                      |
| 12  | Das Ende ist nah           | Company Woman         | 14. Jan. 2016        | 9. Feb. 2016                          | Jon Jones        | Holly Harold                      |
| 13  | Projekt Wiedergeburt       | Project Reborn        | 21. Jan. 2016        | 16. Feb. 2016                         | Jon Jones        | Tim Kring & Zach Craley           |